# Nikola I av Montenegro
Nikola I, (montenegrinska: Никола I), född 8 oktober 1841, död 1 mars 1921, var furste av Furstendömet Montenegro från 1860 och Kungariket Montenegros förste och ende kung från 1910. Han var brorson till knjaz Danilo I och son till vojvod Mirko Petrović-Njegoš och Stana Martinović. Han tillhörde det montenegrinska furstehuset Petrović-Njegoš.

## Biografi
Åren 1858 till 1860 studerade han i Paris, varpå han 1860 efterträdde sin farbror som furste av Montenegro. Nikola var en utpräglad personlighet och styrde i mångt och mycket under sin regeringstid själv landet. Genom Rysk-turkiska kriget 1877-78 vann han genom egna framgångar och Rysslands stöd erkännande av sitt lands oberoende. Genom ingiften i andra regerande furstehus stärkte han under de följande åren sin ställning som regent. Utrikespolitiskt anslöt han sig nära till Ryssland, vilket gav landet betydande politiska fördelar, och även ett starkt ekonomiskt bistånd. 1910 antog Nikola kungatitel. 
Under Balkankrigen deltog han med framgång, och avgav redan i oktober 1912, före sina allierade på egen hand en krigsförklaring mot Turiket. Nikolajs envisa kvarhållande av Skutari som han under kriget erövrat ledde våren 1913 till en konflikt med de europeiska stormakterna. När även Ryssland övergav sitt stöd för Nikolas expansionsförsök tvingades han till sist vika sig.
Nikolas enväldesstyre trots den på papperet gällande konstitunalismen i landet skapade flera gånger konflikter mellan honom och parlamentet, men han lyckades trots detta behålla sin popularitet ända fram till nationens undergång på grund av Första världskriget.
Montenegro inträdde har vid krigsutbrottet på Serbiens sida. Sedan Serbien hösten 1915 erövrats och resterna av den montenegrinska armén i januari 1916 tvingats till kapitulation inledde Nikolaj separata fredsförhandlingar med Österrike-Ungern. Dessa blev resultatlösa och Montenegro besattes av centralmakternas trupper och Nikolaj måste flyt till Italien.
Hans anbud om separatfred skadade hans anseende bland bundsförvanterna och efter vapenstilleståndet den 11 november 1918 införlivades landet med Serbien.
Nikola slutade sina dagar i landsflykt; han avled i Antibes på Franska rivieran och begravdes i San Remo. 1989 blev hans kvarlevor (jämte drottning Milena och prinsessorna Xenia och Vera) flyttade till Ciparkapellet i Montenegros gamla huvudstad Cetinje.
Han åtnjöt högt anseende som skald, bl.a. genom diktsamlingen Hajdano, som är en romantisk hjältedikt från kriget mot turkarna på 1880-talet. Han skrev även texten till Onamo, 'namo, vilket är en populär sång i Montenegro.
Nikola I var gift med Milena Vukotić och far till tolv barn, nio döttrar och tre söner. Av flickorna gifte sig Zorka av Montenegro (1864-1890) med Peter I av Serbien och Elena av Montenegro (1873-1952) med Viktor Emanuel III av Italien.
Hans son Danilo (1871-1939) lät efter faderns död utropa sig till kung, men efter endast några dagar avsade han sig tronanspråken till förmån för sin brorson Mikael (1908-1986). 
Mikael var åren 1941-1949 gift med Geneviève Prigent. Deras son Nikola Petrović;-Njegoš (född 7 juli 1944) är Montenegros nuvarande tronpretendent. Han är bosatt i Paris, där han arbetar som arkitekt. Gift sedan 1976 med Francine Navarro (född 1950) och har två barn, dottern Altinai (född 1977) och sonen Boris (född 1980).

## Utmärkelser
- Officer av Hederslegionen
- Osmanié-orden
- Akademiska palmen
- Sankt Kyrillos och Sankt Methodios orden
- Sankt Savaorden
- Vita örns orden
- Annunziataorden
- Storkors av Torn- och svärdsorden
- Italiens militärorden
- San Marinos orden
- Obilić Medal
- Kommendör av Savojens militärorden
- Karageorgevitjs stjärnas orden
- Danilo I:s orden
- Georgsorden, tredje klass
- Andreasorden
- Frans Josefsorden
- Sankt Peter av Cetinje-orden
- Georgsorden, andra klass
- Sankt Alexander Nevskij-orden
- Storofficer av Italienska kronorden
- Order of Petrović Njegoš
- Stora ordensbandet av Krysantemumorden
- Victoriaorden

[Redigera Wikidata]